# にごりえ (映画)
『にごりえ』は、1953年（昭和28年）11月23日公開の日本映画である。文学座・新世紀映画社製作、松竹配給。監督は今井正。モノクロ、スタンダード、130分。
樋口一葉の短編小説『十三夜』『大つごもり』『にごりえ』の3編を原作とするオムニバス映画。文学座の俳優が総出演している。第27回キネマ旬報ベスト・テン第1位。昭和28年度芸術祭参加作品。

## ストーリー
十三夜
夫の仕打ちに耐えかね、せきが実家に戻ってくる。話を聞いた母は憤慨し出戻りを許すが、父親は、子供と別れて実家で泣き暮らすなら辛抱して夫のもとで泣き暮らすのも同じ、と諭し、車屋を呼んで、夜道を帰す。しばらく行くと車屋が突然「これ以上引くのが嫌になったから降りてくれ」と言いだす。月夜の明かりで顔がのぞくと、それは幼なじみの録之助であった。せきは車を降り、肩を並べて歩き始める。録之助の身の上話を聞き、励ますせき。別の車が拾える広小路に着き、短い再会を終えて再び別々の道を行く二人。
大つごもり
女中のみねは、育ててくれた養父母に頼まれ、奉公先の女主人・あやに借金2円を申し込む。約束の大みそかの日、あやはそんな話は聞いていないと突っぱね、急用で出かけてしまう。ちょうどそのとき、当家に20円の入金があり、みねはこの金を茶の間の小箱に入れておくように頼まれる。茶の間では放蕩息子の若旦那・石之助が昼寝をしていたが、思いあぐねたみねは、小箱から黙って2円を持ちだし、訪ねてきた養母に渡してしまう。主人の嘉兵衛が戻ると、石之助は金を無心し始める。石之助とはなさぬ仲であるあやは、50円を歳暮代わりに石之助に渡して家から追い払う。その夜、主人夫婦は金勘定を始め、茶の間の小箱をみねに持ってこさせる。勝手に2円を持ちだしたことを言いだせないみね。あやが引き出しを開けると20円すべてがなくなっている。引き出しには、その金ももらっていくと書かれた石之助の書き置きが残されていた。
にごりえ
銘酒屋「菊乃井」の人気酌婦・お力に付きまとう男・源七。源七はお力に入れ上げたあげく、仕事が疎かになって落ちぶれ、妻と子と長屋住まいをかこっている。お力と別れてもなお忘れられず、いまだに仕事には身が入らない。妻には毎日愚痴をこぼされ、責められる日々。一度は惚れた男の惨状を知るがゆえに、お力も鬱鬱とした日を送っている。ある日、源七の子が菓子を持って家に帰る。お力にもらった菓子と知り、妻は怒り、子を連れ、家を出る。妻が戻ってみると、源七の姿がない。菊乃井でもお力が行方不明で騒ぎになっていた。捜索中の警官が心中らしい男女の遺体を見つける。女には抵抗のあとが認められた。

## キャスト
十三夜
- 齊藤もよ（せきの母）：田村秋子
- 原田せき：丹阿弥谷津子
- 齊藤主計（せきの父）：三津田健
- 高坂録之助（人力車夫）：芥川比呂志
- 齊藤亥之助（せきの弟）：久門祐夫（ノンクレジット）

大つごもり
- みね：久我美子
- 安兵衛（みねの伯父）：中村伸郎
- 山村嘉兵衛（石之助の父）：竜岡晋
- 山村あや（石之助の継母）：長岡輝子
- しん（安兵衛の妻）：荒木道子
- 山村石之助：仲谷昇（ノンクレジット）
- 山村家次女：岸田今日子（ノンクレジット）
- 車夫：北村和夫（ノンクレジット）
- 三之助（みねの従弟）：河原崎次郎（ノンクレジット）

にごりえ
- お力（小料理屋「菊之井」の酌婦）：淡島千景（松竹）
- お初（源七の妻）：杉村春子
- 酌婦お秋：賀原夏子
- お八重（「菊之井」の女将）：南美江
- お力の母：北城真記子[1]
- お高：文野朋子[1]
- 朝之助：山村聡
- 源七：宮口精二
- 藤兵衛（「菊之井」の主人）：十朱久雄
- ヤクザ：加藤武[1]（ノンクレジット）
- 縁日の若妻：加藤治子[1]
- 源七の息子：松山省二[1]
- 女郎に絡む男：小池朝雄（ノンクレジット）
- ガラの悪い酔客：神山繁 （ノンクレジット）

協力出演
- 前進座
- 東京俳優協会

その他の出演者（ノンクレジット）
- 内田稔
- 河原崎建三
- 三崎千恵子
- 北見治一
- 有馬昌彦
- 青野平義
- 加藤和夫
- 稲垣昭三
- 小瀬格

## スタッフ
- 監督：今井正
- 製作：伊藤武郎
- 原作：樋口一葉
- 脚色：水木洋子、井手俊郎
- 脚本監修：久保田万太郎
- 撮影：中尾駿一郎
- 美術：平川透徹
- 録音：安恵重遠
- 照明：田畑正一
- 音楽：團伊玖磨
- 編集：宮田味津三

## 受賞
- 第27回キネマ旬報ベスト・テン 第1位
- 第8回毎日映画コンクール 日本映画大賞、監督賞、女優助演賞（杉村春子）
- 第4回ブルーリボン賞 作品賞、音楽賞、企画賞（伊藤武郎）

## DVD
2004年（平成16年）10月22日にDVDが発売されている。